# Torrington (Wyoming)
Torrington és la ciutat i seu del Comtat de Goshen a l'estat de Wyoming dels Estats Units d'Amèrica.

## Demografia
Segons el cens dels Estats Units del 2000 Torrington tenia 5.776 habitants, 2.436 habitatges, i 1.522 famílies. La densitat de població era de 624,7 habitants/km².
Dels 2.436 habitatges en un 26,7% hi vivien nens de menys de 18 anys, en un 49,9% hi vivien parelles casades, en un 9,9% dones solteres, i en un 37,5% no eren unitats familiars. En el 32,3% dels habitatges hi vivien persones soles el 17,3% de les quals corresponia a persones de 65 anys o més que vivien soles. El nombre mitjà de persones vivint en cada habitatge era de 2,26 i el nombre mitjà de persones que vivien en cada família era de 2,86.
Per edats la població es repartia de la següent manera: un 23,3% tenia menys de 18 anys, un 9,6% entre 18 i 24, un 23,1% entre 25 i 44, un 22,9% de 45 a 60 i un 21% 65 anys o més.
L'edat mediana era de 41 anys. Per cada 100 dones de 18 o més anys hi havia 87,1 homes.
La renda mediana per habitatge era de 30.136 $ i la renda mediana per família de 40.750 $. Els homes tenien una renda mediana de 31.058 $ mentre que les dones 20.101 $. La renda per capita de la població era de 16.026 $. Entorn del 9,3% de les famílies i el 13,3% de la població estaven per davall del llindar de pobresa.

## Poblacions properes
El següent diagrama mostra les poblacions més properes.